# 운자이치

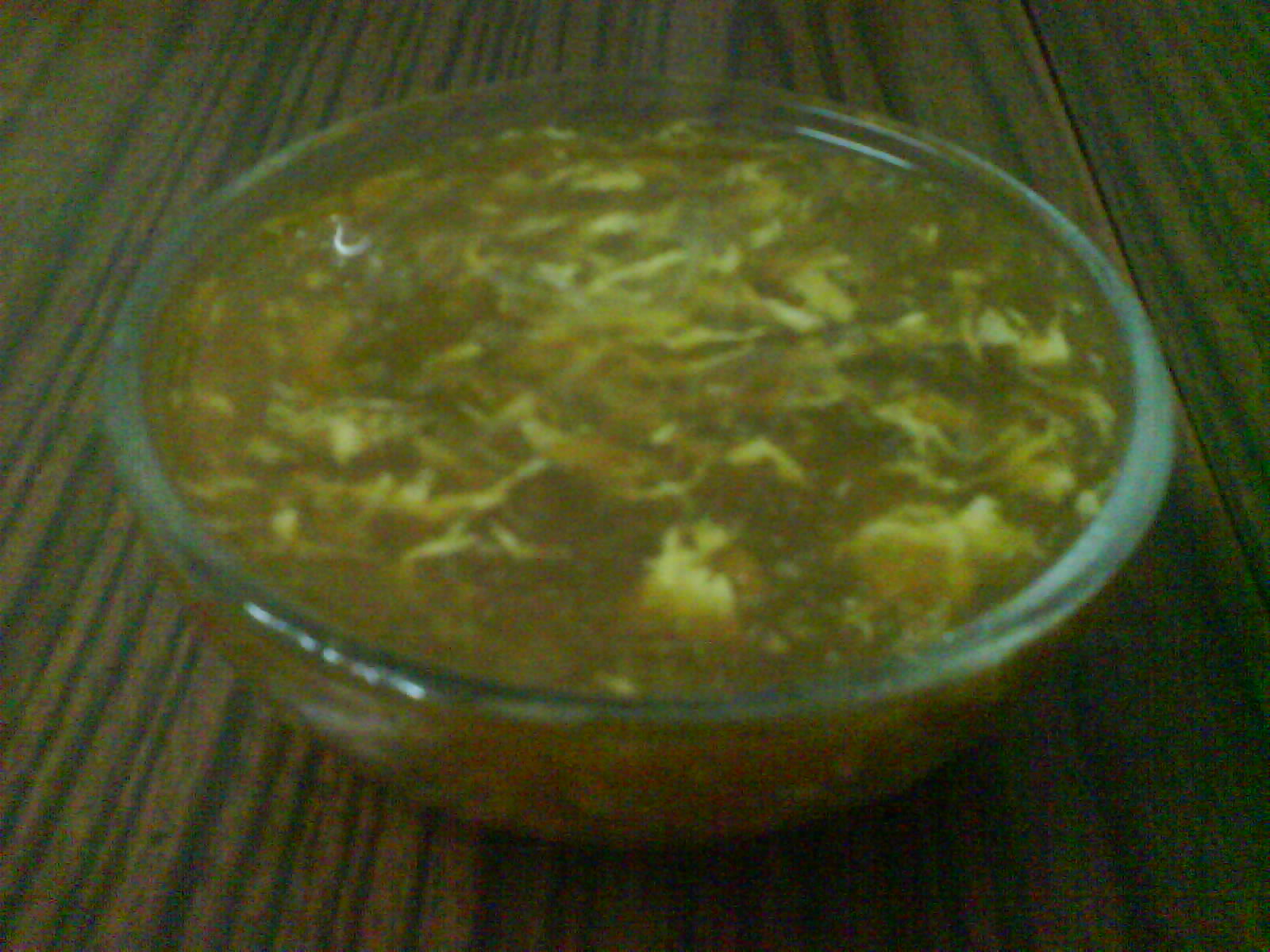
운자이치

운자이치(중국어: 碗仔翅, 월병: wun2 zai2 ci3)는 홍콩 요리 중 하나로, 길거리 음식이다. 일명 모조 샥스핀 요리로, 샥스핀 성분은 하나도 없지만 외관상 그렇게 보인다.